# Bújócska (Csillagkapu: Atlantisz)

## Ismertető
| Figyelem: Itt a Csillagkapu: Atlantisz 1. évadjának cselekményét vagy a végkifejletet is olvashatod. |

Dr. Beckett beoltja dr. McKay-t egy retrovírussal, mely képessé teszi Rodney-t arra, hogy használja az Ős szerkezeteket az ATA-gén nélkül is.
Dr. Weir dr. Grodinnal arról beszélget, hogy az atlantiszi bázison eddig megismert adatok szerint néhány szerkezet irányításához szükséges az ősi gén birtoklása, míg több szerkezetet aktiválni sem lehet a gén megléte nélkül. Ekkor egy csattanást hallanak, Sheppard lelökte McKay-t az emeletről.
Weir magyarázatot vár, de McKay-ék elmondják, hogy az ősi gén-terápia után Rodney bekapcsolt egy személyi pajzs-generátort, és az védte meg az esés következményeitől. McKay megkéri Grodin-t, hogy üsse meg, mire a tudós megüti a kezét a személyi pajzs ellenállása miatt. Rodney elmeséli, hogy a pajzsot már többször is tesztelték, Sheppard például már lábon lőtte Rodney-t, de a pajzs azt is hárította. Weir elrendeli a pajzs kikapcsolását, de Rodney-ék nem tudják kikapcsolni.
Beckett és Grodin éppen McKay-en élcelődik, amikor megjelenik Rodney, és elmondja, hogy a pajzs miatt nem tud enni, és inni sem. Megpróbál a pajzs kikapcsolására koncentrálni, de nem sikerül. Ford felveti, hogy a génterápia hatása lehet, hogy csak átmeneti, így az ősi gén eltűnése után az eszköz magától kikapcsolhat. Beckett ezt lehetségesnek tartja.
Weir, Sheppard, Ford és Teyla megbeszélést tart, ahol Teyla megjegyzi, hogy népe segíthet a város felfedezésében, védelmében. Weir ezt hárítja, szerinte az athosziaknak majd másban kellene segítenie. Teyla úgy érzi, hogy a földiek még mindig nem bíznak meg társaiban. Weir visszatereli a beszélgetés fonalát a mostani helyzethez, és felhívja a figyelmet, hogy mindenki óvatosan álljon hozzá az ősi, ismeretlen technológiához. Teyla elmondja, hogy az athosziak legendái szerint Atlantisz falai között még most is jelen vannak az Ősök szellemei. McKay, aki az egész tanácskozás alatt gondolataiba merült, halott embernek nevezi magát.
Weir felkeresi dr. Beckett-et és elmondja, hogy McKay, és csapata még mindig nem volt képes kikapcsolni a pajzsot. Arra jutnak, hogy Rodney mélyen a tudatalattijában nem érzi biztonságban magát, így a pajzs ezt felismervén, nem kapcsolja le magát. Szerintük a védelem csak akkor szűnik meg, ha McKay elhiteti önmagával, hogy nincs veszélyben, vagy ha már az éhhalál közelében lesz.
Az önmegsemmisítő berendezést telepítik, így ha Atlantisz el is esik, elvághatják a Lidércek elől az egyetlen Tejútrendszerbe vezető csillagkaput. Grodin megmutatja Ford-nak, Weir-nek, Sheppard-nek és McKay-nek a használatát, mire John megjegyzi, hogy Teyla-nak is szólni kellene. Elisabeth ezt elutasítja, mivel még mindig nem lehet biztos abban, hogy nincs-e az athosziak között áruló.
John szellem-történetet mesél esti mesének néhány athoszi kisgyereknek, mire Jinto megkérdezi, hogy milyen dolog az a hoki maszk. Pár próbálkozás után feladja, és a gyerekek aludni térnek, majd később Teyla folytatja a kérdezősködést a fociról.
Jinto, próbálván elaludni, megkérdezi apját, Jintot, hogy ezen a helyen biztonságban vannak -e ha még mindig laknak itt szellemek is. Jinto aludni küldi fiát. Később Ford, McKay, Sheppard és Teyla John foci videóját nézik, és Sheppard közben a lányt tanítja a sport fogásaira.
Jinto és Wex elszökik az ágyból, és a bújócska athoszi változatát játsszák. Ebben a változatban a hunyó egy Lidérc maszkot visel. Jintoék ezt módosítják, náluk az elbujt viseli a maszkot, és a keresésére induló pedig Sheppardot alakítja. A játék közben jinto eltűnik, így Wex Halling-gal együtt John segítségét kéri, aki keresőcsapatot állít fel.
Weir felveti, hogy a város érzékelőivel kellene megkerestetni a kisfiút. McKay elmondja, hogy nincs elég energia ahhoz, hogy az összes szenzort be lehessen kapcsolni egyszerre. Aktiválják a kommunikációs berendezéseket, és azon keresztül szólnak Jinto-hoz. Miközben ez folyik, furcsa energiakimaradások történnek, a csillagkapu aktiválódik, majd lekapcsol, majd tárcsázni kezd. Grodin leállítja a tárcsázást, és megpróbálják megfejteni, hogy mi történhetett. McKay szerint a város túl öreg már, és az emberek még csak pár napja érkeztek, ezért nem kell csodálkozni a rendkívüli eseményeken; vagy esetleg tényleg szellemek is vannak Atlantiszon.
Teyla bemutatja Weirnek Marta-t, aki elmondja, hogy egy sötét árnyat látott. Weir szól Sheppardnak, aki az összes kutató csapatot visszarendeli a kaputerembe.